# Хоскирх
Хоскирх (њем. Hoßkirch) општина је у њемачкој савезној држави Баден-Виртемберг. Једно је од 39 општинских средишта округа Равенсбург. Према процјени из 2010. у општини је живјело 753 становника. Посједује регионалну шифру (AGS) 8436047.

## Географски и демографски подаци
Хоскирх се налази у савезној држави Баден-Виртемберг у округу Равенсбург. Општина се налази на надморској висини од 635 метара. Површина општине износи 15,8 km². У самом мјесту је, према процјени из 2010. године, живјело 753 становника. Просјечна густина становништва износи 48 становника/km².